# Juan Fuentes
Juan Eduardo Fuentes Jiménez (Rancagua, Chile, 21 de marzo de 1995), es un futbolista chileno que se desempeña como defensor central o volante de contención y juega actualmente en Deportes La Serena de la Primera División de Chile.

## Trayectoria

### Inicios
Oriundo de la ciudad de Rancagua, comenzó a jugar a fútbol a los seis años, siempre jugando de volante de contención de su ciudad natal. Posteriormente, llegó a las divisiones inferiores de O'Higgins, junto a su hermano mellizo Luis en donde lo posicionaron como volante central.

### O'Higgins
Llegó el 2009 a las series inferiores de la celeste con catorce años pero siempre jugando en categorías mayores. En sus primeros años en el Fútbol Formativo celeste conquistó títulos nacionales en los torneos del fútbol joven de la ANFP siendo destacada figura en algunos de los partidos y torneos disputados en sus categorías. Con 18 años firmó su contrato como futbolista profesional en O'Higgins. Fue considerado uno de los proyectos de la cantera celeste junto a Nicolás Vargas y Bastián San Juan.
Su debut en Primera División con el primer equipo fue el sábado 28 de julio de 2013 en un partido contra Deportes Iquique por la primera fecha del Torneo Apertura 2013, en el Estadio Monumental, entrando al minuto 84 por Braulio Leal. En aquel torneo se consagró campeón. El 27 de marzo de 2014, juega su primer partido internacional con O'Higgins por Copa Libertadores, en el empate 1-1 de los celestes contra Deportivo Cali en Colombia. Convirtió un gol por la celeste el 10 de abril de 2016 válido por la 12º fecha del Clausura 2016 a Colo-Colo en Rancagua, siendo este su primer gol en el profesionalismo.

### Estudiantes de La Plata
El 24 de julio de 2019, se confirmó su traspaso a Estudiantes de La Plata. El elenco adquirió el 50% del pase del rancagüino y arribó al fútbol argentino por petición del entrenador Gabriel Milito, quien ya o había dirigido en su paso por O'Higgins.
En total, disputó 18 partidos (14 como titular) en Estudiantes, recibiendo seis tarjetas amarillas y desempeñándose principalmente como defensor central.[cita requerida]

### Universidad Católica
Tras su paso por Estudiantes de La Plata y debido a la salida de Benjamín Kuscevic de la Universidad Católica al Palmeiras, firmó contrato con la escuadra cruzada como refuerzo para el Torneo de la Primera División de Chile 2020, el acuerdo consistió en un préstamo hasta junio de 2021, con opción de compra. Por la fecha 18 de la Primera División de Chile 2020 convirtió su primer gol por el cuadro de La Franja siendo el momentáneo 4-2 en la victoria final de la UC sobre Antofagasta por 5-3 en el Estadio San Carlos de Apoquindo.
En febrero de 2021, celebró su primer título nacional con Universidad Católica al ganar el campeonato de Primera División de Chile 2020. El 21 de marzo de 2021, junto al cuadro cruzado se coronó campeón de la Supercopa 2020, tras ganarle a Colo Colo por 4 a 2, y a finales de ese año, campeón de la Supercopa 2021 y tetracampeón del torneo nacional, su cuarto título con la franja.

### Retorno a O'Higgins
El 30 de diciembre de 2021, a través de sus redes sociales, O'Higgins anunció el retorno de Fuentes al equipo que lo formó. Tuvo su re-debut oficial en el estadio El Teniente el 4 de febrero de 2022, en el triunfo de su club 3-0 sobre Deportes La Serena por la primera fecha del Campeonato Nacional 2022.

## Selección nacional
Fue seleccionado chileno Sub-20 en el Sudamericano de 2015 de Uruguay, bajo la dirección técnica de Hugo Tocalli, certamen donde disputó cuatro partidos.
| Torneo                      | Sede    | Resultado    | Partidos | Goles |
| --------------------------- | ------- | ------------ | -------- | ----- |
| Sudamericano Sub-20 de 2015 | Uruguay | Primera fase | 4        | 0     |

## Estadísticas
Actualizado al último partido disputado el 17 de febrero de 2024.
| Club                              | Div.             | Temporada        | Liga  | Liga  | Copas nacionales | Copas nacionales | Torneos internacionales | Torneos internacionales | Total | Total |
| Club                              | Div.             | Temporada        | Part. | Goles | Part.            | Goles            | Part.                   | Goles                   | Part. | Goles |
| --------------------------------- | ---------------- | ---------------- | ----- | ----- | ---------------- | ---------------- | ----------------------- | ----------------------- | ----- | ----- |
| O'Higgins · Chile                 | 1.ª              | 2013-14          | 10    | 0     | 3                | 0                | 1                       | 0                       | 14    | 0     |
| O'Higgins · Chile                 | 1.ª              | 2014-15          | 18    | 0     | 4                | 0                | —                       | —                       | 22    | 0     |
| O'Higgins · Chile                 | 1.ª              | 2015-16          | 21    | 1     | 5                | 0                | —                       | —                       | 26    | 1     |
| O'Higgins · Chile                 | 1.ª              | 2016-17          | 25    | 0     | 3                | 0                | 4                       | 0                       | 32    | 0     |
| O'Higgins · Chile                 | 1.ª              | 2017             | 8     | 0     | 1                | 0                | —                       | —                       | 9     | 0     |
| O'Higgins · Chile                 | 1.ª              | 2018             | 29    | 1     | 2                | 0                | —                       | —                       | 31    | 1     |
| O'Higgins · Chile                 | 1.ª              | 2019             | 14    | 2     | 3                | 0                | —                       | —                       | 17    | 2     |
| Estudiantes de La Plata Argentina | 1.ª              | 2019-20          | 16    | 0     | 2                | 0                | —                       | —                       | 18    | 0     |
| Estudiantes de La Plata Argentina | Total club       | Total club       | 16    | 0     | 2                | 0                | 0                       | 0                       | 18    | 0     |
| Universidad Católica · Chile      | 1.ª              | 2020             | 7     | 1     | 1                | 0                | 1                       | 0                       | 9     | 1     |
| Universidad Católica · Chile      | 1.ª              | 2021             | 8     | 0     | 1                | 0                | 2                       | 0                       | 11    | 0     |
| Universidad Católica · Chile      | Total club       | Total club       | 15    | 1     | 2                | 0                | 3                       | 0                       | 20    | 1     |
| O'Higgins · Chile                 | 1.ª              | 2022             | 17    | 0     | 0                | 0                | 0                       | 0                       | 17    | 0     |
| O'Higgins · Chile                 | 1.ª              | 2023             | 19    | 0     | 4                | 1                | 0                       | 0                       | 12    | 1     |
| O'Higgins · Chile                 | 1.ª              | 2024             | 1     | 0     | 0                | 0                | 0                       | 0                       | 1     | 0     |
| O'Higgins · Chile                 | Total club       | Total club       | 178   | 5     | 27               | 1                | 5                       | 0                       | 210   | 6     |
| Total en carrera                  | Total en carrera | Total en carrera | 210   | 6     | 28               | 1                | 8                       | 0                       | 245   | 7     |
| 1. 2. 3.                          |                  |                  |       |       |                  |                  |                         |                         |       |       |

## Palmarés

### Títulos nacionales
| Título             | Equipo               | País  | Año    |
| ------------------ | -------------------- | ----- | ------ |
| Primera División   | O'Higgins            | Chile | 2013-A |
| Supercopa de Chile | O'Higgins            | Chile | 2014   |
| Primera División   | Universidad Católica | Chile | 2020   |
| Supercopa de Chile | Universidad Católica | Chile | 2020   |
| Supercopa de Chile | Universidad Católica | Chile | 2021   |
| Primera División   | Universidad Católica | Chile | 2021   |